# Браунинг M1919
Браунинг M1919 (англ. Browning M1919) — версия пулемёта Браунинг M1917 с воздушным охлаждением ствола.

## История
Пулемёт M1919 был принят на вооружение после Первой мировой войны и использовался армией США во Второй мировой, Корейской войне и войне во Вьетнаме.
К началу 1945 года на основе анализа боевых действий американской армии на Европейском театре военных действий командование вооружённых сил США пришло к выводу, что пулемёты M1919 с воздушным и водяным охлаждением ствола устарели и уже не полностью отвечают требованиям, предъявляемым оружию поддержки пехоты.
С начала 1960-х годов, после принятия на вооружение более совершенного единого пулемёта M60 «браунинги» начали постепенно снимать с вооружения американской армии, хотя официально они находились на вооружении армии США до 1970-х годов.
Значительное количество пулемётов М1919 в 1940—1970-е годы было передано США дружественным странам по программам военной помощи: в частности, в Японию, Китайскую Республику, Южную Корею, Южный Вьетнам и страны Латинской Америки.

## Характеристики
Масса без патронов: на станке М2 — 20,4 кг, без станка — 14 кг. Работа автоматики — отдача ствола с коротким ходом, рычажное запирание ствола, патрон 7,62×63 мм (.30-06 Springfield), темп стрельбы 500 выстр./мин, прицельная дальность 1370 м, ёмкость ленты 250 патронов, лента матерчатая. Длина ствола 609 мм. Общая длина 1219 мм (А4), 1346 мм (А6). Охлаждение ствола воздушное. Для стрельбы применяются патроны с обыкновенной, бронебойной и трассирующей пулями.
Лента подается слева, экстрактирование стреляных гильз производится вниз.
Быстрой замены ствола в боевых условиях не предусматривалось, так как после каждой смены ствола пулемёт нуждался в регулировке зазора между казённой частью ствола и зеркалом затвора.

## Варианты
- M1919
- M1919A1
- M1919A2
- M1919A3
- M1919A4
- M1919A4E1
- M1919A5
- M1919A6

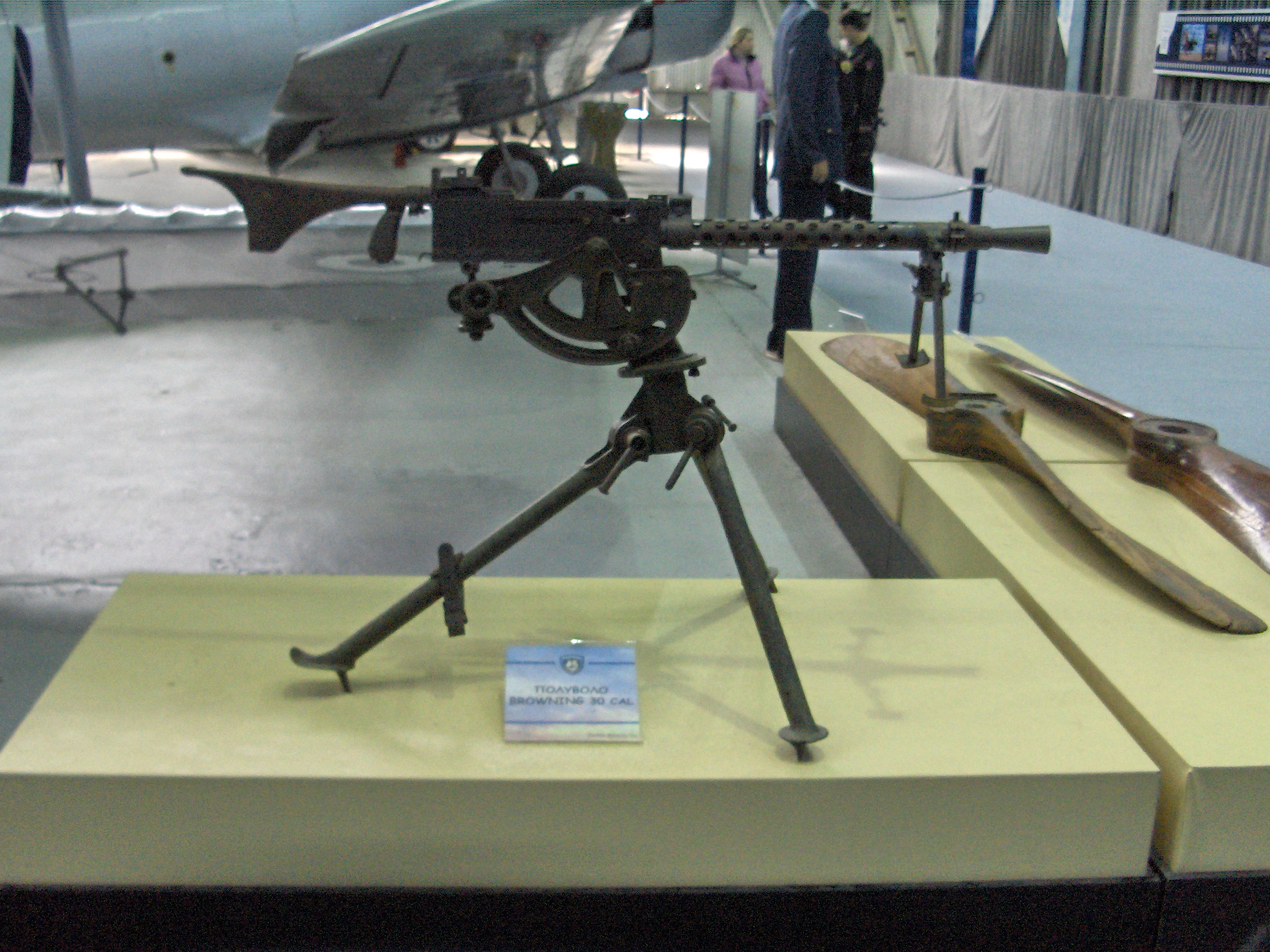
M1919A6, смонтированный на треноге для M1917

- ALAM 1 — аргентинская версия M1919
- M73 — вариант с электроспуском для средних танков M48 «Паттон» и M60

## Страны-эксплуатанты

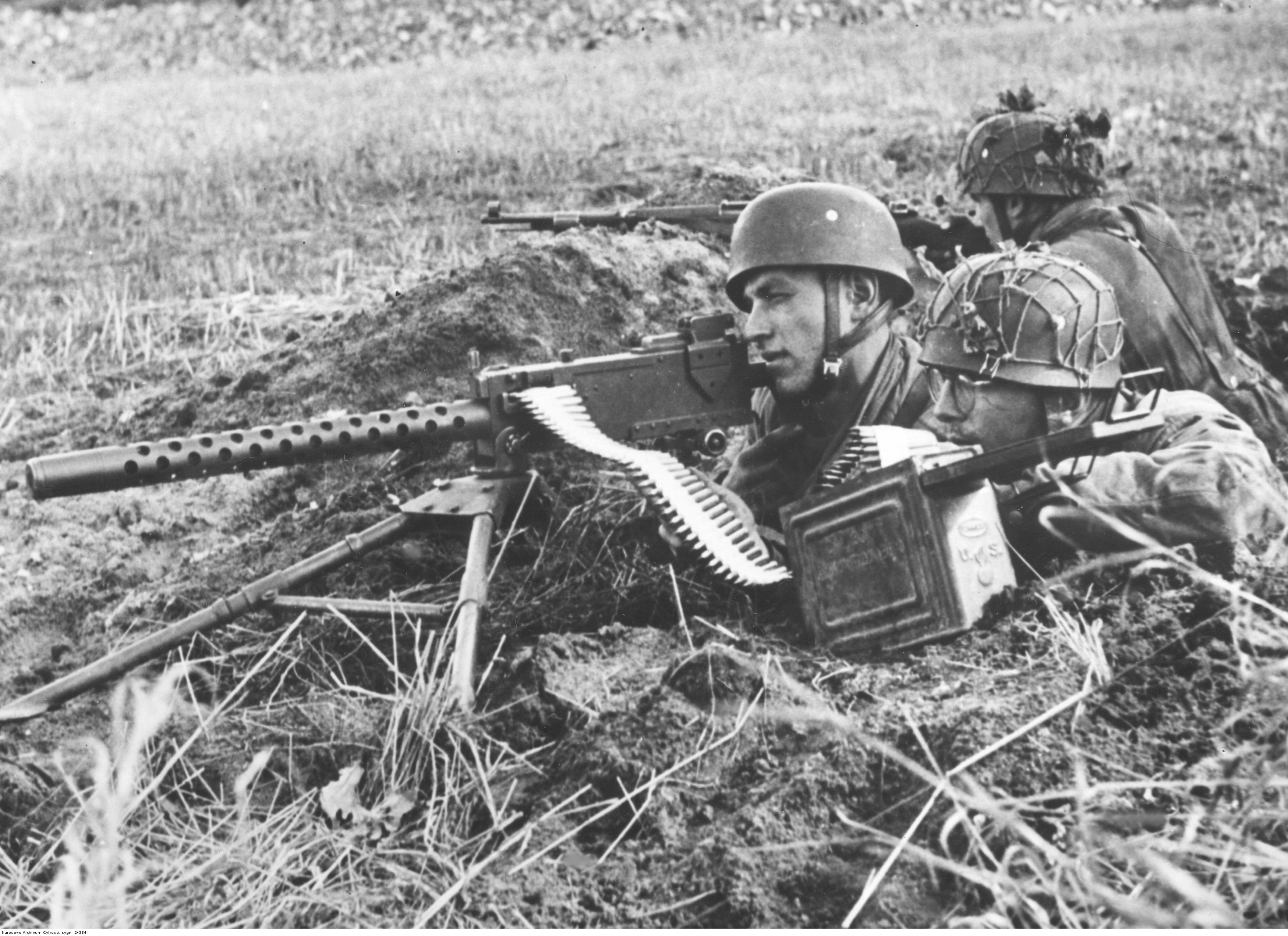
Немецкие парашютисты с трофейным пулемётом М1919А4 в Голландии (октябрь 1944)

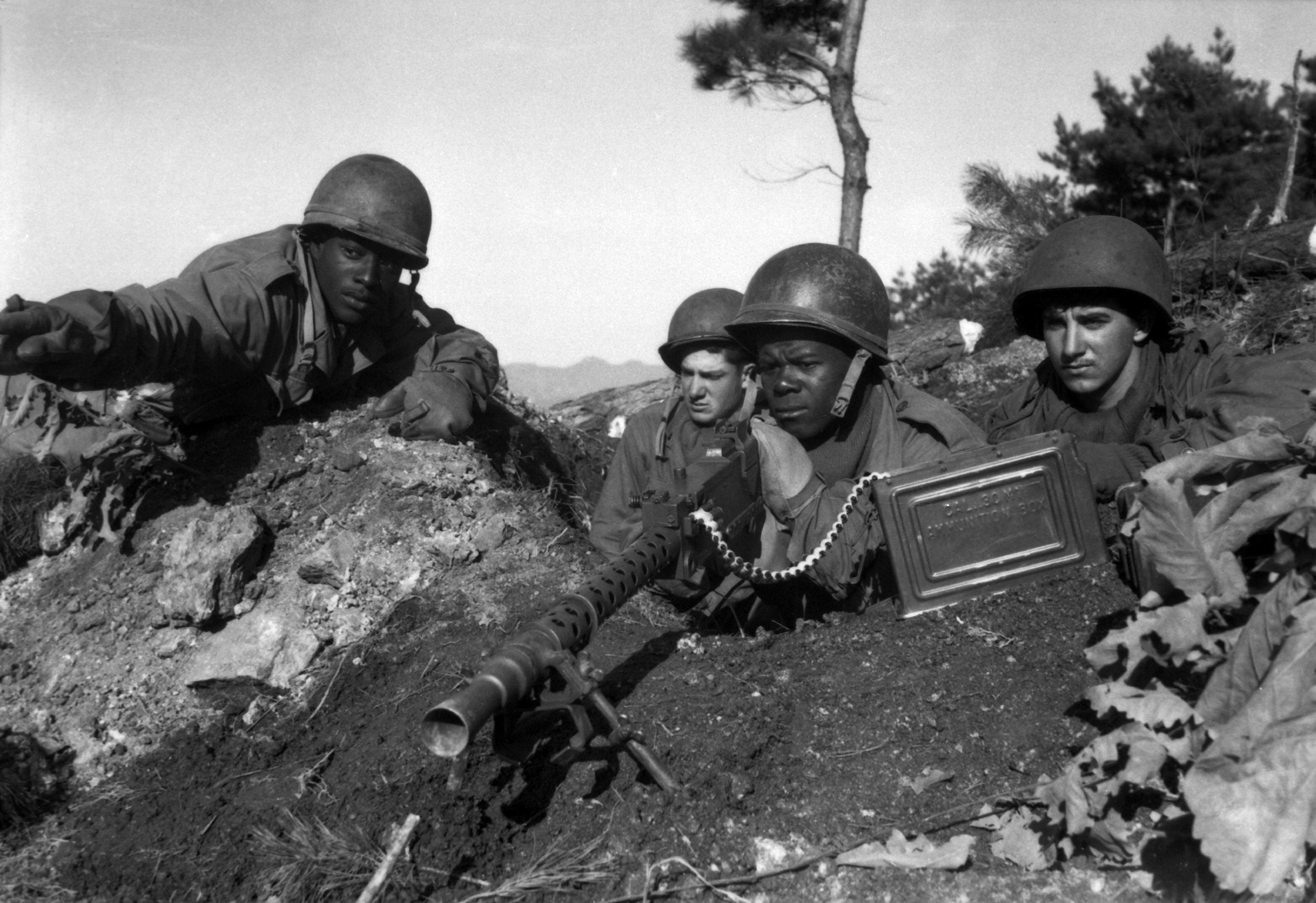
M1919A6. Бой на реке Чонгчон. Корея, ноябрь 1950 года

- Великобритания: поставлялись по Ленд-лизу;
- Вьетнам: трофейные пулемёты использовались северовьетнамской армией и южновьетнамскими партизанами в ходе Войны во Вьетнаме;
- Доминиканская Республика: поставлялись по программе военной помощи из США;
- Иран — после присоединения Ирана к блоку СЕНТО 3 ноября 1955 года были предприняты усилия по стандартизации используемого оружия стран-участников блока СЕНТО с вооружением стран блока НАТО, в результате на вооружение армейских частей поступили М1919А6 (однако в 1970е годы началась их замена на пулемёты MG-3, выпуск которых освоили по лицензии)[2]
- Испания - некоторое количество М1919 было получено из США после второй мировой войны, они использовались в вооружённых силах вместе с MG-42/59 и MG-3, однако 30 мая 1982 Испания вошла в состав военно-политического блока НАТО и приняла на себя обязательства по стандартизации вооружения и военной техники с другими странами НАТО. Процесс перевооружения потребовал времени (по состоянию на начало 1984 года М1919 продолжали использоваться)[3]
- Китайская Республика: поставлялись по программе военной помощи из США во время гражданской войны в Китае в период с 1946 по 1949 годы и после неё;
- КНДР - трофейные пулемёты использовались в ходе Корейской войны 1950-1953 гг.[4]
- Никарагуа: поставлялись по программе военной помощи из США;
- Панама: поставлялись по программе военной помощи из США;
- Сальвадор: поставлялись по программе военной помощи из США;
- СССР: поставлялись по Ленд-лизу[5];
- США;
- Третий рейх — трофейные пулемёты использовались во время Второй Мировой войны
- Республика Корея: по программам военной помощи;
- ЮАР[6]
- Южный Вьетнам: по программам военной помощи;
- Япония: трофейные пулемёты использовались японской армией в ходе Второй мировой войны; после капитуляции Японии, пулемёты поставлялись по программе военной помощи из США для сил самообороны, на вооружении которых M1919A4 и M1919A6 состояли до начала 1980-х годов[7][8]